# Wim de Vries (bodemkundige)
Wim de Vries (1959) is bodemkundige en hoogleraar milieusysteemanalyse aan Wageningen University & Research. Hij onderzoekt in het bijzonder de effecten van stikstof. Hij wordt in de pers wel als "stikstofprofessor" aangeduid.

## Opleiding en carrière
De Vries volgde van 1971 tot 1977 het vwo aan De Lage Waard in Papendrecht. Daarna studeerde hij van 1977 tot 1983 in Wageningen soil physics and soil chemistry (bodemfysica en -chemie). Hij werd daarna onderzoeker, onder andere aan het Winand Staring Centrum (1991-2000).
In 1994 promoveerde hij bij de Wageningse bodemkundige Nico van Breemen op het proefschrift Soil response to acid deposition at different regional scales. Van Breemen deed in 1982 in het blad 'Nature' verslag van zijn onderzoek waarin hij aantoonde dat ammoniak zich van intensieve veehouderij bedrijven via de lucht verspreidde en zo een belangrijke bron was van luchtverontreiniging en bodemverzuring.
Vanaf 2001 is hij senior onderzoeker op het terrein van bodemchemie in Wageningen. Vanaf 2010 is hij tevens hoogleraar milieusysteemanalyse. Hij werkt aan "integrale stikstofeffectanalyse": wat zijn de effecten van stikstof, maar ook van fosfaten, zuren en zware metalen op landbouw- en bosgrond en op de kwaliteit van lucht, bodem en water.
De Vries heeft sinds 1987 aan ruim 500 artikelen, boekbijdragen en rapporten als auteur of medeauteur gewerkt. Daarbij ging aanvankelijk de aandacht onder andere uit naar de effecten van "zure regen". Later kwam de nadruk te liggen op de gevolgen van stikstofdepositie. Meer dan 200 artikelen verschenen in internationale tijdschriften.
In 2020 werd De Vries genomineerd voor de Huibregtsenprijs., een jaarlijkse wetenschapsprijs voor baanbrekend onderzoek.
De Vries is lid van de Guido de Brès-Stichting, het wetenschappelijk instituut van de SGP, en heeft enkele malen op kandidatenlijsten van die partij gestaan.

## Stikstofprofessor
De Vries werd in 2022 veelvuldig gevraagd uitleg te geven over het ontstaan, het karakter en de oplossing van het stikstofprobleem, oftewel het teveel aan neerslag van stikstof en de effecten daarvan op natuur, milieu en mensen. Zo trad hij op in radio-programma's, hield hij lezingen voor politici, schreef hij een open brief en ging hij in debat met opponenten. Hij kreeg door deze actviteiten de bijnaam 'stikstofprofessor' .
Samen met de ecoloog Han Olff publiceerde De Vries in augustus 2022 een ingezonden brief in Trouw, waarin de regering werd opgeroepen haast te maken met de aanpak van de stikstofproblematiek. De brief was mede ondertekend door 34 wetenschappers.
Een van de opponenten van De Vries was Han Lindeboom, emeritus hoogleraar mariene ecologie en Noordzeedeskundige in Wageningen. Lindeboom steunt de opvatting van de boeren dat het stikstofmodel van het RIVM niet juist is. Hij bepleit een technologische en regionale aanpak van de problemen, terwijl De Vries een integrale landelijke aanpak steunt.

## Publicaties
Tot de publicaties van Wim de Vries behoren:
- de Vries, W., A. Breeuwsma en F. de Vries (1989). Kwetsbaarheid van de Nederlandse bodem voor verzuring : een voorlopige indicatie in het kader van de Richtlijn Ammoniak en Veehouderij. Staring Centrum, Wageningen.[10]
- de Vries, W. (1993). De chemische samenstelling van bodem en bodemvocht van duingronden in de provincie Zuid-Holland. DLO-Staring Centrum, Wageningen.[11]
- (en) de Vries, Wim (1994). Soil response to acid deposition at different regional scales. DLO-Staring Centrum, Wageningen. ISBN 90 327 0255 6.
- Kros, J., W. de Vries en O. Oenema (2002). Bepaling van provinciale stikstofplafonds integrale afweging van effecten van het mest- en ammoniakbeleid. Alterra, Wageningen.[12]
- (en) Wim de Vries, Jan P. Lesschen, Diti A. Oudendag, Johannes Kros, Jan C. Voogd, Elke Stehfest, Alex F. Bouwman  (Augustus 2010). Impacts of model structure and data aggregation on European wide predictions of nitrogen and green house gas fluxes in response to changes in livestock, land cover, and land management. Journal Of Integrative Environmental Sciences  7: 145–157. DOI:10.1080/19438151003621425. ( Wikidata Q60559760)
- Wim de Vries, Jan Willem Erisman e.a. (2021). Stikstof : de sluipende effecten op natuur en gezondheid. LIAS, [Amsterdam]. ISBN 9789088031144.
- A.B. van den Burg, F. Berendse, H.F. van Dobben, J. Kros, R. Bobbink, J. Roelofs, B. Odé, C.A.M. van Swaay, H. Sierdsema, H.N. Siebel, W. de Vries (2021). Onderzoek naar een ecologisch noodzakelijke reductiedoelstelling van stikstof : stikstof en natuurherstel. Wereld Natuur Fonds. ISBN 978 90 74595 99 5.
- W. de Vries, M.C. Krol, N.W.M. Ogink, J. Kros, Han Olff, Stikstofbeleid heeft solide wetenschappelijke basis. Nature Today (29 augustus 2022). Gearchiveerd op 29 augustus 2022. Geraadpleegd op 30 september 2022.
- Frank Sterck, Marleen Vos, Steven de Goede, Eva Meijers, Jorad de Vries, Emilia Hannula, Gert-Jan Nabuurs, Jan den Ouden, Wim de Vries & Ciska Veen  (2022). Duurzaam en klimaatbestendig bosbeheer in de 21ste eeuw: Een bosexperiment voor nieuwe inzichten en praktische oplossingen. Vakblad Natuur Bos Landschap  (184): 4–7

- Bibsys: 90411533
- Library of Congress Control Number: nb2015010754
- Nederlandse Thesaurus van Auteursnamen: 073951889
- ORCID: 0000-0001-9974-0612
- Système universitaire de documentation: 169443914
- Virtual International Authority File: 270315934
- WorldCat: E39PCjGBHMhwfWXmKvtPxFvkcP